# Idioma khang
El kháng (chino: 抗语), también llamado mang u', es una lengua austroasiática de Vietnam. Está estrechamente relacionada con el idioma bumang del sur de Yunnan, China.

## Clasificación
Paul Sidwell (2014) clasifica el kháng como paláunguico, aunque Jerold Edmondson (2010) sugiere que es khmuico.
El kháng está más relacionado con el bumang (Edmondson 2010).

## Distribution
Los hablantes del kháng son un grupo étnico oficialmente reconocidos en Vietnam, y contabilizados oficialmente como 10,272 en 1999.
Los kháng se distribuyen en los siguientes distritos del norte de Vietnam en las provincias de Sơn La y Lai Châu:
- Provincia de Sơn La (a lo largo del Río Negro)
  - Thuận Châu (incluyendo el pueblo de Bản Ná Lai)
  - Quỳnh Nhai
  - Mường La
- Provincia de Lai Châu
  - Phong Thổ
  - Mường Tè
  - Than Uyên
- Provincia de Điện Biên
  - Mường Lay (alternativamente Mường Chà)
  - Tuần Giáo

## Further reading
- Dao Jie 刀洁. 2007. Bumang yu yanjiu 布芒语研究 [A study of Bumang]. Beijing: Minzu University.
- Ferlus, Michel. 1996. Langues et peuples viet-muong [Viet-Muong languages and peoples]. Mon-Khmer Studies Journal (MKS) 26. 7–28
- Mikami, Naomitsu. 2003. "A Khang phonology and wordlist." Reports on Minority Languages in Mainland Southeast Asia, ed. by Ueda Hiromi, 1–42. Endangered Languages of the Pacific Rim. Osaka: Faculty of Informatics, Osaka Gakuin University.
- Schliesinger, Joachim. 1998. Hill tribes of Vietnam. Vol. Vol. 2. 2 vols. Bangkok: White Lotus Co. Ltd.
- Thông Tấn Xã Việt Nam [Vietnam News Agency]. 2006. Việt Nam Hình Ảnh Cộng Dồng 54 Dân Tộc [Vietnam Image of the Community of 54 Ethnic Groups]. Hanoi: The Vna Publishing House.